# 楊主明雲母
楊主明雲母（ようしゅめいうんも、yangzhumingite）は、雲母の一種。化学組成は KMg2.5Si4O10F2、結晶系は単斜晶系。

## 産出地
宮脇律郎（国立科学博物館）らによって、中国のバヤンオボ（白雲鄂博）希土類元素鉱床から発見された新鉱物である。

## 性質・特徴
通常の雲母類では、KMg3AlSi3O10F2の組成式で4配位の場所に1個のアルミニウムが入るが、楊主明雲母ではそれがケイ素に置き換えられており、それによって生ずる過剰の電荷は、マグネシウムが0.5個欠落することによって整えられる。このような雲母は4配位シリカ雲母（tetra-silicic mica）と称され、2価の鉄を主とする montdorite, KFe2.5Si4O10F2 のマグネシウム置換体と考えることもできる。
　

## サイド・ストーリー
名前は、希土類元素鉱物の研究に貢献した中国科学院の鉱物学者、楊主明にちなんで名づけられた。